# شهباز برمکی
شهباز برمکی (زادهٔ ۱۲۷۵ – درگذشتهٔ ۱۳۶۲) موسیقی‌دان و نوازندهٔ ویولن اهل ایران بود.

## زندگی هنری
شهباز برمکی، فرزند «ناصر همایون» (نوازندهٔ پیانو و رئیس موزیک مخصوص سلطنتی در دورهٔ مظفرالدین شاه) در سال ۱۲۷۵ متولد شد. او تحت تأثیر پدر به موسیقی گرایش پیدا کرد و از سن ۱۵ سالگی نزد «ابراهیم آژنگ» فراگیری موسیقی را آغاز نمود. وی پس از آموختن نُت و مبانی موسیقی، به کلاس «حسین اسماعیل‌زاده» راه پیدا کرد و ردیف دستگاهی موسیقی ایرانی را فراگرفت. پس از آن همراه با پدر، به تبریز سفر کرد و پیش‌خدمت مخصوص «محمدحسن میرزا» ولیعهد «احمدشاه قاجار» شد. در همین زمان به جهت تکمیل آموخته‌های موسیقی خود، نزد «لئون گریگوریان» نواختن متدهای اروپایی ویلن را آموخت. در این هنگام در کنسرتی که در تبریز برگزار شد، «ابوالحسن اقبال‌آذر» را همراهی نمود. زمانی که احمدشاه قصد مسافرت به اروپا را داشت، ابوالحسن اقبال‌آذر (اقبال السلطان) و شهباز برمکی به همراه ولیعهد (محمدحسن میرزا) به تهران رفتند. در سال ۱۲۹۳ او در کنسرتی خیریه، که به مناسبت تأسیس مدرسهٔ احمدیه در پارک ظل السلطان برگزار شد، «عارف قزوینی» را همراهی کرد و به نوازندگی پرداخت. شهباز برمکی تاحدود ۳۰ سالگی در نواختن ویلن شهرت داشت. پس از آن به دلیل مشاغل اداری، تنها در خلوت به موسیقی و نوازندگی پرداخت. او غیر از نواختن ویلن، «تار» نیز می‌نواخت.